# Cukrovar Židlochovice
Cukrovar Židlochovice patřil k nejznámějším cukrovarům v českých zemích. Zde byl prvně zaveden proces difuze, tedy novinka srovnatelná s přínosem cukrovaru v Dačicích, kde byla poprvé vyrobena kostka cukru. Zřídit v Židlochovicích cukrovar bylo povoleno Florentu Robertovi v roce 1836 – do provozu byl uveden roku 1838. Za dobu své existence vyhořel, byl několikrát rozšířen, rekonstruován a modernizován a napojen na železnici. Po 1. světové válce byl cukrovar zkonfiskován jako majetek arcivévody Bedřicha a majitelem se stala Akciová společnost pro průmysl cukrovarnický v Hodoníně, v roce 1948 byl znárodněn. I v meziválečném a poválečném období byl cukrovar průběžně modernizován (poslední modernizací prošel v roce 1970). K definitivnímu zrušení výroby došlo v roce 1991. V rámci privatizace se cukrovar (nefunkční a v dezolátním stavebně-technickém stavu) dostal do majetku města Židlochovice. Postupně proběhly částečné demolice objektu, které buď staticky nevyhovovaly, nebo byla jejich sanace nerentabilní. Filtrační věž a komín bývalého cukrovaru byly v roce 2008 Ministerstvem kultury prohlášeny kulturní památkou.

## Historie

### Založení cukrovaru Florentinem Robertem

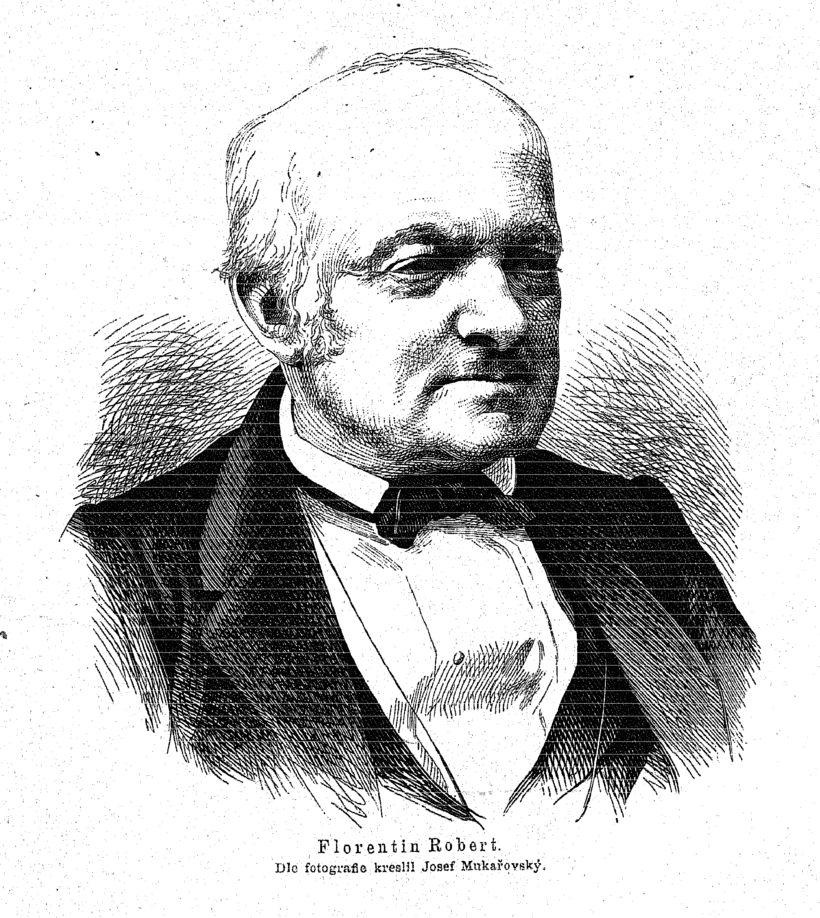
Florentin Robert

Po skončení napoleonských válek se zámožná rodina Robertů rozhodla investovat kapitál do tehdy vznikajícího a perspektivního rakouského cukrovarnického průmyslu. Sám Florentin investoval veškeré své jmění na vybudování cukrovaru, pro jehož umístění si vybral městečko Židlochovice. Roku 1836 dostal souhlas k postavení cukrovaru na panství arcivévody Karla Ludvíka. Smlouva byla podepsána v květnu roku 1837 a byla pro Roberta velmi výhodná. Roční nájemné z pozemku a budov, které k nově vybudovanému cukrovaru dostal k dispozici (např. dvůr Maierhof u zámku, budovy, stáje a okrasné zahrady), bylo stanoveno na 500 zlatých. Navíc se arcivévodské panství zavázalo osít ročně 400 jiter (tj. 230 ha) půdy cukrovkou a poté ji cukrovaru odprodávat za fixní cenu 14 krejcarů po dobu 25 let. Výstavba samotného cukrovaru, za niž Florentin Robert zaplatil 200 tisíc zlatých, trvala osm měsíců, a proto první kampaň mohla začít již na podzim roku 1838.

### Zavádění technických zlepšení
Florentin Robert se nespokojil se stávající technologií fungující v okolních cukrovarech, ale zaváděl a ověřoval zde v Židlochovicích všechna technická zlepšení, která se objevila v cukrovarech ve Francii, Belgii a Německu. Tak např. lisování řepné kaše pomocí šroubových lisů (technologický postup navržený Franzem Achardem a praktikovaný ve většině cukrovarů) nahradil lisy hydraulickými, které byly podstatně výkonnější a umožňovaly získat výlisky s nižším obsahem zbytkové šťávy. Z dalších technologických zlepšení lze uvést zavedení nového typu odpařováku cukerní šťávy. Místo původně používaného Rillieuxova horizontálního odpařováku navrhl F. Robert odpařovák vertikální. Robertovy odpařováky (zkráceně „Roberty“) byly používány v cukrovarnictví po desetiletí.

### Požár a obnova
Cukrovar v Židlochovicích se již od začátku dobře rozvíjel. Továrnu zachvátil 14. září 1842 zničující požár, který sežehl nejen veškeré budovy, ale i stroje a zásoby cukru. Odhadovaná škoda byla vyčíslena na 200 tisíc zlatých. Cukrovar nebyl pojištěn, to ale majitele neodradilo a ještě téhož roku chtěl továrnu opět vybudovat. Podařilo se mu to opět ve velmi krátké době.
Rok po požáru a na stejném místě jako předtím vyrostl cukrovar zcela nový. Pro zvýšení efektivnosti byl při cukrovaru zřízen i lihovar, kde se ročně vyrobilo až 3 000 věder (tj. asi 169,8 tis. litrů) vinného destilátu a z něho poté rum. Vedle chemické továrny v Himbergu u Vídně, kterou Florentin založil se svým bratrem Ludvíkem pod firmou Robert & Co., zakoupil pro svůj cukrovar také železárny a uhelné doly v Rapicích na Kladně. Cukrovar se tak stal nezávislým na obstarávání potřebného paliva. Došlo také k rozšíření objektu, a to díky správě panství, která měla na vzrůstu zájem, neboť přinášel zvýšení prosperity zemědělské výroby. Panství dokonce ve prospěch cukrovaru obětovalo i zbytek okrasné zahrady, včetně části starého zámeckého opevnění s historickým mostem.

### Další technologický rozvoj, macerace
Od té doby se cukrovar začal podobat vysoké škole cukrovarnické, do níž jezdili odborníci cukrovarnického průmyslu, aby se zde seznamovali s novými metodami a prohlubovali si své znalosti. Stejně jako Achard, tak i Robert si své znalosti a objevy nenechával jen pro sebe, nýbrž ochotně je sděloval celému světu. Tím velmi přispěl na celém evropském kontinentu k rozvoji výroby cukru. Jeho továrna se stala cukrovarnickou školou pro celý tehdejší svět. Florentin Robert si byl vědom důležitosti technologického úseku při získávání šťávy z cukrové řepy. Proto ho kromě metod lisovacích zajímaly i metody vyluhovací (macerování). Všechny způsoby těžení šťávy z řepy byly v Židlochovicích podrobeny kritické zkoušce. Byla to např. Schützenbachova studená macerace řepných řízků, které se za tímto účelem sušily v nově vzniklé sušárně ve Velkém Dvoře u Pohořelic. V roce 1850 byl vyvinut z této macerace tzv. starší způsob židlochovický, který však vykazoval velké nedostatky. Jelikož se k samotnému louhování používala studená voda, bylo jí pro dostatečné vyslazení nutno použít velké množství a tím se prodlužovala doba macerace. Kvůli těmto faktorům a skutečnosti, že macerační nádoby, ve kterých se řepa vyslazovala, nebyly uzavřené, docházelo k rozkladům šťáv. Proto se od tohoto neekonomického postupu ustoupilo a samotná sušárna řízků byla zrušena.
Jako další možná metoda, se kterou si F. Robert pohrával, byla Domblasova tzv. horká macerace. Při ní se řepná kaše vyslazovala při 80 °R s předpokladem, že musí dojít k jejím umrtvení (mortifikaci), aby macerace úspěšně proběhla. Tuto metodu F. Robert zavedl souběžně s lisováním, avšak výsledky byly negativní, neboť vznikaly šťávy s obsahem necukrů, které činily potíže při dalším zpracování řepy. Tyto problémy nebyly odstraněny ani při snížení teploty na 80 °C, a proto se Robert vrátil zpět k lisování. Pokusů se účastnil i jediný Robertův syn Julius, který vstoupil do židlochovického podniku roku 1848 a který, díky svému smyslu pro precizní práci a tvůrčímu duchu, brzy objevil optimální způsob macerace řepných řízků, který se otci odhalit nepodařil.

### Cukrovar za vedení Julia Roberta

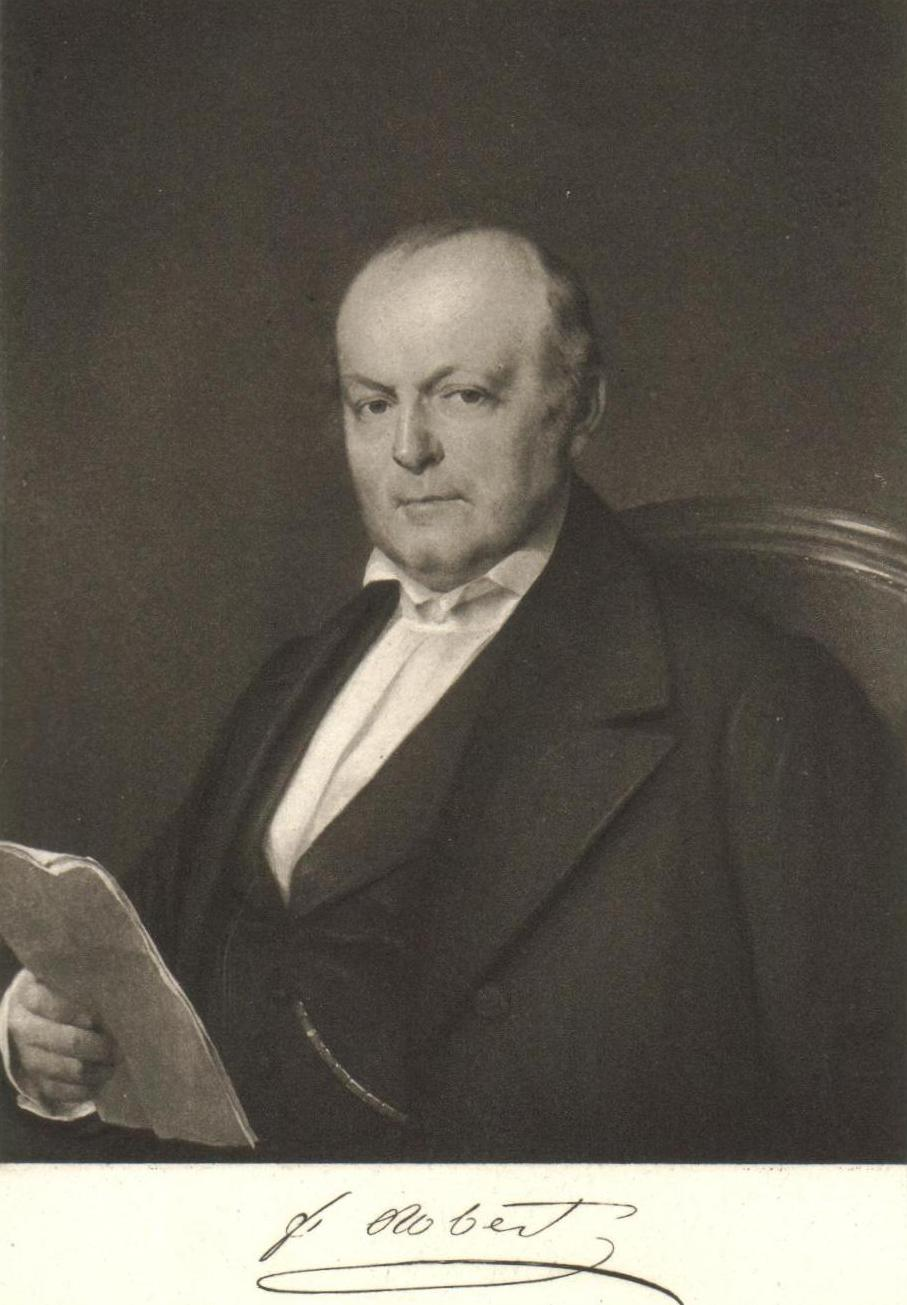
Julius Robert

Julius Robert se narodil 4. června 1826 v Himbergu u Vídně, kde jeho otec řídil továrnu na barviva. Juliova matka pocházela z Německa z vážené augsburské rodiny. Když bylo Juliu pět let, zemřela mu matka. Otec ho pro nedostatek času na výchovu svěřil do opatrovnictví spřátelené rodiny Reimondů ve Vídni. Jakmile Julius povyrostl, navštěvoval stále častěji svého otce ve Francii. V Grenoblu pak studoval humanistické obory a v 18 letech se stal bakalářem filosofie. Roku 1844 nastoupil na vídeňskou Polytechniku a o tři roky později odjel do Paříže, kde studoval na vysoké umělecko-průmyslové škole. Zde se zdokonaloval v chemii u významného chemika Michela Eugèna Chevreula. Po absolvování vysoké školy v Paříži a ve Vídni se věnoval praktickému provozu chemické továrny v Oberalm Robert & Co., první v této nové oblasti.
Když mu bylo 22 let, přestěhoval se do Židlochovic a podílel se intenzivně na vedení roku 1834 založeného Ústavu pro pěstění řepného semene. Roku 1854 se oženil se svojí sestřenicí Emmou (dcerou svého strýce Ludvíka Roberta, jenž byl prezidentem vídeňské burzovní komory). Manželství však netrvalo dlouho, v roce 1859 Emma zemřela a Julius se rozhodl cestovat, aby překonal zármutek ze ztráty milované ženy. Roku 1861 se znovu oženil a vzal si Franzisku Schindler. O rok později se jim narodila dcera a poté i syn.
Jak Florentin, tak i Julius Robert především usilovali o zlepšení čištění šťáv a kromě nově objevených metod odlučování a saturace vápnem a kyselinou uhličitou zkoušeli takové postupy, jako je čištění šťávy pomocí chlorového vápna, kyseliny sirné, rozpustného vápenatého fosfátu a barytu. Vedle čištění šťávy pomocí cezení a saturace věnovali velkou pozornost i zlepšení filtrace a každý čisticí proces prováděný spodiem byl důkladně podrobován zkoušce. U rafinace surového cukru byly prováděny již v roce 1856 první pokusy s rafinací. Jak v technice získávání surového cukru, tak i v jeho rafinaci byly neustále hledány metody zlepšení. Dnes obecně užívaná rafinace měla již v Židlochovicích své předchůdce a rovněž problém snížení cukru v melase zde byl řešen úspěšně. V Židlochovicích se také, jako v prvním cukrovaru v českých zemích, hodnotil surový cukr podle své polarizace. Vrcholem práce Julia Roberta se stalo bádání nad metodou získávání šťávy z řepy, která by odpovídala všem náročným požadavkům. Po důkladném kritickém studiu technologie zpracování cukrové řepy si Julius Robert uvědomoval, že kritickým místem výroby je získávání cukrové šťávy a že na tomto úseku je nezbytně nutná radikální reforma. Byl přesvědčen o výhodách získávání cukerné šťávy vyluhováním oproti lisování. Rozhodl se tedy znovu věnovat pozornost maceraci, kterou prosazoval už jeho otec. V roce 1865 se seznámil s knihou Hermanna Schachta (1814–1864) – Über die Anatomie und Physiologie der Gewächse. Vysvětlení toho, jak rostliny přijímají látky pomocí difúze, které Schacht podal v první části díla, vzbudilo v Robertovi přesvědčení, že když výživné i rezervní látky jsou přijímány rostlinnými buňkami pomocí difúze, mohou být tímto způsobem znovu rovněž vylučovány. Proto ihned přistoupil k ověřování správnosti této myšlenky. Po konzultacích s docentem technické mikroskopie na vídeňské polytechnice Dr. Juliem Weisnerem a ředitelem rajhradského cukrovaru Augustinem Müllerem (předtím chemikem v Židlochovicích) a dlouhé řadě pokusů se mu nakonec podařilo zajistit nejvhodnější teplotu vody pro difúzi. Nařezané plátky řepy se kladly do plechových nádob a systematicky se nechaly vyluhovat. Šťáva, která se z nádoby stáhla, byla nejdříve zahřáta na 70 °R (55 °C), a teprve potom vpuštěna do sběrače. Exhalační doba trvala pro každou nádobu půl hodiny. Přitom bylo zjištěno, že po stažení šťávy z nádob byla řepa téměř úplně odšťavněná a šťáva vykazovala prvotřídní jakost.

#### Difúzní proces
A tak se v kampani 1864/1865 pracovalo nejen pomocí lisu, ale poprvé také s využitím difúzní baterie, ve kterou byla přebudována stará macerační baterie. Konec kampaně byl věnován týdnu pokusů, kdy se používalo výhradně difúze. K pokusům byli pozváni vynikající domácí i zahraniční odborníci. Výsledek byl překvapující a všichni přítomní byli přesvědčeni, že stojí před dokonalým a všem dobovým požadavkům vyhovujícím procesem získávání šťávy z řepy. Vývoj difúzní baterie významně ovlivnil rozvoj brněnského průmyslu. Julius Robert navázal kontakt s Fridrichem Wannieckem a roku 1866 byl ve Wannieckových strojírnách vyroben první difuzér na světě. Wannieckova továrna se rázem stala významným výrobcem cukrovarnického zařízení, o nové stroje projevila zájem také cizina. V kampani 1865/1866 byl v židlochovickém cukrovaru zahájen neustálý difúzní provoz. Původní baterie vzniklá přeměnou z macerační baterie byla prodána G. Hodkovi, který byl jedním z prvních příznivců nové metody. Difúzní proces získávání šťávy našel brzo všestranné uznání a v roce 1867 byl zaveden do 27 továren.
Julius Robert se snažil svoji metodu neustále zlepšovat. Pozornost zaměřil také na zdokonalení řezačky. Řezačka, která se začala používat k difúzním účelům v Židlochovicích, byla v podstatě rotující disk s vertikálním vřetenem a noži ve tvaru prstů, které byly na disk našroubovány. Byly používány také dřevěné disky s plechovým obložením, aby se horní plocha mohla často vyměňovat a předcházelo se opotřebení. Julius Robert se rovněž snažil difúzní řízky přeměnit v krmivo pomocí odvodnění v lisech. Použil těžké železné válce, které byly vedeny přes silné železné rošty, na nichž byly nakladeny řízky na pytlovině. Toto řešení se však v Židlochovicích neujalo a dále se nevyvíjelo. Kromě cukrovaru věnoval Julius Robert pozornost i lihovarnictví. Určité množství řepy, dodávané do cukrovaru, bylo horší jakosti. Její zpracování bylo pracné a tím nerentabilní, zvláště když cena cukru v celé monarchii poklesla, a to vinnou nadbytku nekvalitního cukru, který se hromadil ve skladech. Situace vyvrcholila cukerní krizí poté, co nastal krach na vídeňské burze v roce 1873. Robert však chtěl udržet pěstování cukrovky ve stávajícím rozsahu. Proto se v roce 1870 rozhodl zřídit palírnu lihu z řepy a i zde použil k získání šťávy svého difúzního systému.
Také kombinované zkvašování melasy a řepné šťávy se ukázalo s ohledem na úsporu kvasnic a rychlý proces kvašení jako neobyčejně úspěšné. Výhodou bylo i snížení daně z lihovaru, protože množství vyrobeného lihu bylo pod stanoveným limitem.
Roku 1865 přijel do Židlochovice majitel podniku Aska Sugar Works pan Minchin z Východní Indie, aby si prostudoval nový Robertův proces získávání šťávy z řízků a přezkoušel jeho použití pro třtinový cukr. F. V. Minchin poprvé aplikoval Robertův postup na cukrovou třtinu ve své továrně v Aska a převzal celý způsob výroby pro Východní Indii. Uzpůsobil také řezací zařízení pro třtinu, neboť horizontální řezání třtiny se ukázalo nevhodným, a tak se přišlo na myšlenku použít vertikálních řezaček, které se v předběžných pokusech osvědčily. Díky zavedení difúze se zvětšilo množství získané šťávy oproti lisování o 20 %. Třtinový cukr získávaný touto metodou v indickém cukrovaru obdržel jako jediný na světové výstavě v Paříži v roce 1867 zlatou medaili v cukrovarnictví. Od té doby se používání difúze zavádělo i do ostatních cukrovarů. První difúzní baterii ve Francii zavedl cukrovar Vileneuve (Oise) v roce 1877. Její majitel Ferdinand Quarez převzal licenci Robertovy difúze pro celou Francii. Jedním z mála negativ při zavádění difúze byly vyšší investiční náklady na zbudování difúzní baterie a paušální cukerní daň, která se vypočítávala dle obsahu difuzéru a délky trvání kampaně. Až podle nové daně z roku 1888, která se vypočítávala z množství vyrobeného cukru, našla difúze plného využití.

#### Zkvalitnění produkce cukrové řepy
Mezníkem v životě Julia Roberta byl rok 1870, kdy zemřel jeho otec. Na syna přešla řada společensky a hospodářsky významných funkcí, spojených s podnikáním Robertů. V prvé řadě převzal vedení vídeňského velkoobchodního domu a podniků v Židlochovicích. Dále byl jako nástupce svého otce zvolen viceprezidentem Prager Eisen-Industrie-Gesellschaft, prezidentem správní rady Debrecinského cukrovaru a prezidentem Ústředního svazu cukrovarnického průmyslu v Rakousku-Uhersku. Roku 1887 byl zvolen prezidentem Českého cukrovarnického spolku. Přes mnohé úkoly spojené s jeho novými funkcemi neustával ve výzkumné práci. Jelikož však nejdůležitější cukrovarnické problémy byly pro něj vyřešeny, věnoval se nyní zemědělství. Již v roce 1865 si pronajal na židlochovickém panství půdu o výměře cca 5 000 ha. Nebyl spokojen nejen s množstvím, ale i s kvalitou produkované cukrovky, a byl si vědom toho, že zlepšení vyžaduje radikální zásahy do způsobu hospodaření.

#### Meliorace
Začalo se tedy s důkladnými melioracemi. Hlavní meliorace byla realizována v katastru Obora (směrem k Žabčicím), kde byla získána plocha cca 270 ha. Rovnoběžně s řekou Svratkou byly zřízeny ochranné hráze, vykopány příkopy, vytyčeno 20 km cest a vše bylo nivelačně uzpůsobeno tak, že pole mohla být zavlažována odpadní vodou z cukrovaru. To byla v té době myšlenka zcela nová a ojedinělá, stejně jako další předtím nevídaná novinka – pokusné používání umělých hnojiv. Na všechny meliorační úpravy do roku 1872 bylo vynaloženo asi 270 000 zlatých.

#### Mechanizace zemědělství, optimalizace dopravy a elektrifikace
Po smrti svého otce podnikl Julius Robert v roce 1871 cestu do Anglie, kde se seznámil s principem parního pluhu. Již na podzim téhož roku pracovala na židlochovických polích Fowlerova oračka o výkonu dvaceti koňských sil, první v celém mocnářství. Tím se podstatně zlepšilo obdělávání půdy. Robertova snaha věnovat veškeré úsilí zemědělství, v němž viděl základ cukrovarnictví, šla tak daleko, že v roce 1872 zrušil v Židlochovicích rafinérii cukru, zůstala pouze surovárna, a tím dal svému podniku čistě zemědělský charakter.
Značné vzdálenosti mezi jednotlivými objekty velkého hospodářství jej přivedly k otázce dopravy, a tak byla jako první v Rakousku zřízena v Židlochovicích visutá dráha systému Provins. To však byla investice pouze dočasná. Trvalý charakter měla výstavba úzkokolejné dráhy, kterou Julius Robert překlenul dosti značnou vzdálenost (přes 20 km). Tuto dopravní novinku objevil ve Francii a Corbinův systém polní dráhy uplatnil jako první ve střední Evropě. Efekt úzkokolejné dráhy byl v následujících letech ještě vylepšen zavedením Decanvilleova typu vagónové soupravy. Tuto vagónovou soupravu používal Robert k nejrůznějším účelům. Byla jí rozvážena řepa uvnitř cukrovaru, ale hlavně se s její pomocí dovážela hlína a humus pro melioraci pozemků.
Julius Robert také rozpoznal, že další podmínkou efektivnosti v zemědělství je jeho mechanizace. Byly nakoupeny žací stroje a mlátičky a v Židlochovicích se uskutečnily první pokusy se secími stroji a plečkami při obdělávání cukrové řepy. Pro zavodňování pozemků bylo zřízeno velké centrifugální čerpadlo.
Roku 1880 byla v cukrovaru vybudovaná elektroinstalace, kdy dynamo generovalo stejnosměrný proud pro obloukové lampy. 

#### Výstavy a ocenění
V roce 1873 se konala ve Vídni velká výstava, na níž Julius Robert působil jako předseda poroty. Při této příležitosti se zde uskutečnil zemědělský kongres. Součástí programu byl i zájezd do Židlochovic. Julius Robert se tak dočkal ocenění a obdivu odborníků ze zemí téměř celého světa.
Za zásluhy o zemědělství byl Juliu Robertovi udělen řád železné koruny III. třídy. Dále obdržel řád Františka Josefa, ve Španělsku byl jmenován Comanderem Isabellina řádu s hvězdou. Od francouzské vlády obdržel řád za zásluhy o zemědělství a byl jmenován členem-korespondentem Societé nationale d'agriculture. Je příznačné, že příjmů, které mu plynuly z vynálezu cukrovarnické difúze, se zřekl jednak pro finanční zajištění dalšího vědeckého bádání a jednak ve prospěch sociálních institucí.

#### Sociální pokrok
Podstatně zasáhl do místních sociálních poměrů. V továrně i na velkostatku našly ať již celoroční, nebo sezónní obživu stovky lidí. Město, jako jedno z prvních na Moravě, mělo jeho zásluhou plynové osvětlení, dal postavit společenský dům Casino a stál i u zrodu místní spořitelny, která byla založena pro podporu hospodářského života.

### Další generace Robertů
Když Julius Robert 12. února 1888 zemřel, převzal cukrovar jeho syn Justin, který se snažil pokračovat ve své správě židlochovického panství v duchu svého otce.
V roce 1901 byl židlochovický cukrovar znovu zrekonstruován a jeho výrobní kapacita se zvýšila na 8 000 q zpracované cukrovky denně. Byla také zavedena výroba bílého cukru a cukrovar převzal do nájmu podle smlouvy uzavřené s Justinem Robertem židlochovický velkostatek. Výroba bílého cukru byla zpočátku omezena jen na výrobu krystalu, později se vyráběl i cukr mletý.

#### Řepařská úzkorozchodná dráha
Pro ekonomičtější svoz cukrovky ze dvorů a statků zřídil závod úzkokolejnou řepařskou dráhu nejprve na statek Boudky (asi osm kilometrů vzdálený) a později ji prodloužil až ke statku u Měnína. Celková délka úzkokolejné dráhy o rozchodu 760 mm činila 20 400 metrů. Dopravu obstarávala lokomotiva zakoupená u firmy H. Kraus v Mnichově v roce 1901 a dále pak lokomotiva od firmy Jung. Vozový park čítal 61 čtyřosých vagónů s nosností 8 000 kg. Později na vlečku přibyly další lokomotivy, a to od firmy H. Kraus v roce 1924 a od firmy Henschel u. s. AG Kassel Altreich v roce 1929.
Úzkokolejná vlečka napomáhala všestrannému propojení vlastních statků. Vedla z cukrovaru do dvora Boudky u Velkých Němčic a dále pak zastavovala v těchto statcích: Zeleňák, Nový dvůr, Karlov, Jalovisko, Mařín, Albrechtov a Měnín. Také řepa z Měnína, Moutnice, Šitbořic, Nikolčic, Křepic a Velkých Němčic byla nakládána na vagónky této úzkokolejné dráhy a svážena do cukrovaru. V Boudkách byla zřízena vodní napájecí stanice pro lokomotivy malodráhy a rovněž se odtud vozila voda pro lokomobily mlátiček i parní pluhy. Jeden vagónek byl dokonce upraven na pojízdnou opravářskou dílnu se stabilní opravářskou četou pro všechny parní stroje na statcích. Průmyslová malodráha byla pak zrušena v roce 1959 a v roce 1962 už byly rozorané náspy. Dodnes se dochovalo jen pár náspů, propustek u Nosislavi a opěrné zdi mostku přes potůček u Nového Dvoru. Do roku 1910 se používalo k osobní dopravě v cukrovaru koňských a volských spřežení, bryček, kočárů apod. Později se objevuje používání jízdních kol. Pro osobní spojení měli zemědělci k dispozici i motocykl. První vůz francouzské výroby značky De Dion patřil ještě továrníku Juliu Robertovi.
Dne 20. května 1912 začíná elektrifikace obce Židlochovice. Kolaudace prvních přípojek probíhala ve dnech 23. a 24. listopadu 1915 s napojením na mlýnskou turbínu, která byla majetkem Robertů.

### První světová válka
Židlochovická továrna zpracovávala tehdy nejen svůj surový cukr, ale odebírala surový cukr ke zpracování na bílé zboží také z okolních cukrovarů. Navzdory značným odbytovým těžkostem se podařilo židlochovickému cukrovaru díky kvalitnímu zboží své produkty vždy na trhu udat. Podnik byl ale v roce 1915 převeden na rafinérii v Hrušovanech u Brna, když s ní splynul v jednu společnost, Hrušovanskou cukerní rafinérii, a.s. Po vyhoření rafinérie cukru v Hrušovanech u Brna v roce 1915 převzaly Židlochovice výrobu bílého zboží od Hrušovan do té míry, jak to dovolovalo strojní zařízení, a vyráběly v kampaních 1915/1916 a 1916/1917 konzumní zboží až do letních měsíců. V roce 1919 musela být cukrovarnická kampaň pro velký nedostatek uhlí přerušena a z řepy se vyráběl jen cukrový sirup.
Židlochovický cukrovar disponoval dobře zařízenými dílnami, čehož využilo vojenské velení v době první světové války a židlochovický cukrovar musel opracovávat granáty a šrapnely. Po celý rok byly zavedeny noční a denní směny. Zde byl také upravován surový materiál Vítkovických závodů pro Wöllersdorf.

### Konfiskace
Po skončení I. světové války pozbyla platnosti pachtovní smlouva mezi firmou Robert & Company a firmou Hrušovanská cukerní rafinerie, a. s., uzavřená v roce 1915 na dobu dvaceti let. Na základě mírové smlouvy St. Germainské Československá republika zkonfiskovala v roce 1918 habsburské majetky a tím i majetky cukrovaru a velkostatku.
Budovy cukrovaru, jakož i panství Židlochovice, které patřily arcivévodovi Bedřichovi, byly zabaveny a dosavadnímu nájemci (Hrušovanské cukerní rafinérii, a. s.) bylo dáno na srozuměnou, že nájemní smlouva byla vypovězena přesto, že byla uzavřena až do roku 1935. Československý stát začlenil židlochovické majetky do organizace Československých státních lesů a statků.

### Akciová společnost Hodonín
V roce 1919 se cukrovar ocitl v nucené správě Akciové společnosti pro průmysl cukrovarnický v Hodoníně. Dlouhotrvající jednání, která vedl prezident Hrušovanské cukerní rafinérie, a. s., dr. Viktor Bauer se státním zastupitelstvím, mohla konečnou platnost výpovědi jen oddálit. Výpověď byla v únoru 1923 nájemci doručena. Hrušovanskou rafinérií přednesené věcné námitky proti nespravedlivému zrušení smlouvy nebyly ministerstvem zemědělství brány v úvahu, a tak bylo nařízeno předání 6 400 ha velké ekonomie během tří týdnů. Dne 1. července 1923 převzal nový nájemce – Akciová společnost pro průmysl cukrovarnický v Hodoníně – provoz cukrovaru a obhospodařování státních ekonomií v Židlochovicích. S cukrovarem a hospodářstvím byla převzata i průmyslová úzkokolejná dráha v délce 20,4 km (v té době byl provoz na ní obstaráván čtyřmi lokomotivami a 63 vagóny).
Akciová společnost pro průmysl cukrovarnický v Hodoníně zvýšila k 1. srpnu roku 1923 svůj akciový kapitál na 36 miliónů Kč. Část akcií odkoupil stát. Zástupci státu a zástupci řepařů pak měli ve správní radě 50% zastoupení. Postoupením akcií státu za stávající kurs, který byl dosti vysoký, udělala akciová společnost první velmi výhodný obchod.
Na dodržení smluvních závazků byl složen akciovou společností u správy Státního statku v Židlochovicích jako kauce garanční list Živnostenské banky v Praze, znějící na 1,5 miliónů Kč. Smlouva byla uzavřena na dobu 20 let, a to od 1. 6. 1923 do 30. 6. 1943. Nájemci byly propůjčeny hospodářské dvory a pozemky velkostatku Židlochovice i budovy cukrovaru s celým zařízením. Nájemné z jednoho hektaru bylo stanoveno na 301 kg pšenice, a to průměrnou cenou z října a února téhož roku na Plodinové burze v Brně. Nájemné se neplatilo z neplodné půdy. Nájemné z cukrovaru činilo 350 tisíc Kč za rok.

### Pozemková reforma
Pro pozemkovou reformu z velkonájmu byla dána k dispozici půda v celkové výměře 1 059 a 1 508 ha, tj. 23,76 % půdy. Tato půda byla dnem 31. 10. 1927 převzata ministerstvem zemědělství a přidělena Státnímu pozemkovému úřadu pro pozemkovou reformu. Jako služebnost převzala akciová společnost patronáty nad římskokatolickými kostely v Židlochovicích, Blučině, Velkých Němčicích a Pohořelicích.
Dvůr v Žabčicích o výměře 460 ha, který před rokem 1923 také patřil k rozsáhlému velkostatku Židlochovice, byl převzat jako pokusný statek Vysokou školou zemědělskou v Brně.
V roce 1925 zpracoval cukrovar v Židlochovicích cca 500 tisíc q cukrové řepy. V továrně bylo tehdy zaměstnáno 60 stálých pracovníků. Na kampaň cukrovar najímal námezdní brigádníky a v tomto roce jich bylo 400. Na mzdách se vyplatil jeden milión korun. Vyrobilo se asi 87 500 q cukru a 51 559 l melasy. Vyrobený cukrovarnický kal byl použit jako hnojivo ve vlastním hospodářství a u kontrahentů. Melasa se spotřebovala ve vlastním hospodářství v Židlochovicích a část se vyvezla i do Rakouska.

### Krize 30. let
V roce 1931 byla kampaň zahájena 15. října a trvala do 22. listopadu. Závod zpracoval pouze 377 800 q cukrové řepy a vyrobilo se celkem 68 244 q surového cukru. Cukernatost řepy byla 18,36 %. Jelikož kampaň trvala jen 39 dnů, byla to nejkratší kampaň od roku 1923. V tomto období cena cukru na světových trzích neustále klesala, protože se cukru vyrábělo nad vyžadovanou spotřebu a existovala velká konkurence ve výrobě třtinového cukru. Značná část cukrovarů v republice byla zrušena a osevní plocha cukrovky značně omezena.
V roce 1932 bylo v závodě zaměstnáno 46 stálých zaměstnanců a v době kampaně se počet zvýšil na 477 zaměstnanců. Na připojeném polním hospodářství se platilo průměrně mužům 20 Kč denně, mladším dělníkům pak od 16 do 18 Kč denně. Pro srovnání uvádím, že ve stavebnictví byly mzdy od 20 do 22 Kč denně za 10hodinovou pracovní povinnost. Zedníkům specialistům se platilo od 3,50 Kč do 4 Kč za jednu hodinu. Platy úřednictva byly vzhledem ke značné drahotě velmi nízké, měsíčně od 500 do 600 Kč.
V tomto roce začala kampaň 13. října a trvala do 9. listopadu. Bylo zpracováno 264 610 q řepy a vyrobilo se 44 318 q surového cukru. Jednalo se o jednu z nejkratších kampaní v období hospodářské stagnace. Ceny cukru na zahraničních trzích byly stále velmi nepříznivé, a tak byly zaznamenány i nižší osevy cukrovky.
V roce 1934 započala cukrovarnická kampaň dnem 14. října a trvala do 16. listopadu. Bylo zpracováno 343 015 q cukrové řepy o průměrné cukernatosti 17,45 %. Vyrobená melasa byla jednak recipročně vrácena zemědělcům na krmení, jednak byla větším dílem dále průmyslově zpracována na líh v lihovarech a ve škrobárnách. Menší část byla zpracována v průmyslových závodech na kyselinu mléčnou a citrónovou. V roce 1937 se stal ředitelem pobočky Akciové společnosti pro průmysl cukrovarnický v Židlochovicích Ing. Emil Müller. Kampaň byla zahájena v tomto roce 4. října, trvala do 28. listopadu a bylo při ní zpracováno celkem 430 880 q cukrové řepy.

### Druhá světová válka
Rok 1939 se odehrával ve znamení změn. Vedením cukrovaru byl pověřen správce Komínek. Ředitelství cukrovaru požádalo, aby po čas řepné kampaně bylo pro závod zmírněno nařízení o zatemnění, které mělo znemožnit nepřátelským letadlům přesnější bombardování cílů. Žádosti bylo vyhověno. Okna však musela být zatřena modrou barvou a venkovní osvětlení opatřeno směrovými svítidly k zemi.
V roce 1940 se ředitelem Akciové společnosti pro průmysl cukrovarnický (ASPC) v Hodoníně, závod Židlochovice, stal František Kupka. Cukrovar měl 34 celoročních zaměstnanců. Kampaň začala 27. září a trvala do 28. listopadu. Surový cukr se zpracovával v rafinérii v Břeclavi. Řepa byla do závodu dovážena drahou, ale stále ještě i koňskými a kravskými povozy.
Ředitel František Kupka byl v roce 1941 zatčen a s první skupinou zatčených ze Židlochovic vězněn šest neděl v koncentračním táboře v Brně. Zde byl internován od 29. května do 10. července. Poté se vrátil zpět do svého úřadu, ale již v roce 1942 byl přeložen na ředitelské místo do cukrovaru v Bzenci u Písku na Moravě. Na místo ředitele cukrovaru v Židlochovicích byl dosazen Němec Ing. Walter Hawliczek, který nastoupil 1. července 1942.
Po mnichovském diktátu v důsledku záboru pohraničí pozbyla akciová společnost 1 592 ha řepné půdy, a proto jí byla z rozhodnutí ústředního ředitele Lesů a statků ze dne 17. května 1941 snížena kauce na jeden milión korun. Nový záruční list Agrární banky byl složen 22. srpna 1941. Nájem akciové společnosti končil dnem 30. června 1943, ale již v předchozím roce byly podnikány pokusy o jeho prodloužení, které byly projednávány 1. října 1942 na schůzi generálního ředitelství v Praze. Zástupce nového majitele Bodenamt für Böhmen und Mähren (Pozemkový úřad pro Čechy a Moravu) nesouhlasil s prodloužením pronájmu. Později byl ASPC pronájem na deset let přislíben za předpokladu schválení Oberstumbannführerem Fischerem. Akciové společnosti měla být také ponechána pěstitelská stanice v Židlochovicích a po předložení znaleckých posudků ředitelem Schädelem, ředitelem pěstitelské stanice ve Velkých Němčicích a Pavlovicích, a hospodářskou radou pod vedením Ing. Straňáka měly být pěstitelské stanici mimo dosavadních polností rozšířeny pozemky na pět ha. Uznané osivo se mělo pěstovat podle plánu a cena měla být dohodnuta zvláštním ujednáním. Protokol o odstupu dohodnutých objektů byl zaslán na Reichs Domäne. Dne 16. listopadu 1942 byl podán u Ústředního ředitelství Pozemkového úřadu pro Čechy a Moravu v Praze návrh, aby cukrovar Židlochovice byl ponechán jako součást Akciové společnosti pro průmysl cukrovarnický, stejně jako 110 ha polí v Židlochovicích včetně sýpky, pěstitelské stanice a hospodářských dílen. Bodenamt für Böhmen und Mähren, Dienstelle in Brünn zaslalo akciové společnosti dne 9. března 1943 dopis, v němž sděluje, že dvůr v Židlochovicích přechází od 1. července 1943 do pronájmu zahradnické firmy Tillgner a Doering.
K 1. červenci 1943 byly Bodenamtu předány tyto dvory: Židlochovice, Měnín, Marianov, Albrechtov, Jalovisko, Nový Dvůr, Karlov, Zeleňák. Dále byl Bodenamtem převzat dvůr v Žabčicích, který byl dosud veden jako školní statek Vysoké školy zemědělské v Brně. S nájmem dvora v Židlochovicích obdržel Tillgner a Doering též nájem úseku Niva a pozemky pod visutou drahou cukrovaru. Zde se měly pěstovat stromky pro dálnice. Správa vedení v Židlochovicích zůstala nezměněna.
Nájemné z cukrovaru činilo za rok 350 tisíc korun, a to nadále bez ohledu na kurs dolaru. Protože dílny musely být odděleny od cukrovaru, byl na nádvoří postaven oddělovací plot. Cukrovar měl v této době 44 stálých zaměstnanců. Byl považován za tzv. českou baštu a v národnostních otázkách hrál důležitou roli. Proto se jej Němci snažili dostat plně do svých rukou.

### Události roku 1945
Počátkem roku 1945 obsadila objekt cukrovaru skupina vojáků, kteří měli na starosti opravu aut poškozených na frontě. Vznikl zde tedy autolazaret. Kromě toho byla auta v cukrovarských dílnách upravována pro pohon na dřevoplyn. Instandsetzungspark (ústřední název provozovny) se však začal na počátku dubna stěhovat. Dne 15. dubna opouští své působiště dosavadní ředitel cukrovaru, Ing. Walter Hawliczek. Je nucen vzít s sebou jen nejnutnější vybavení. Podle dochovaných informací se později jeho vůz našel opuštěn na silnici, o dalším osudu pana Hawliczeka neexistují žádné záznamy.
Při náletech ruského letectva ve dnech 16. a 17. dubna padlo několik bomb také na cukrovar a jeho nejbližší okolí. V závodě však byl zasažen jen komín, u něhož došlo k nepatrnému poškození. Němečtí vojáci měli při opouštění Židlochovic cukrovar zapálit, což se naštěstí stalo jen zčásti a oheň nezpůsobil větší škody.
Ve skladech cukrovaru bylo uskladněno velké množství cukru z minulé kampaně. Když sovětská armáda cukrovar obsadila, prohlásila tento cukr za válečnou kořist a začala ho odvážet. Zaměstnanci závodu a místní Národní výbor dokazovali, že cukr je majetkem rolníků z okolních obcí, kteří jsou akcionáři akciové společnosti. Po předložení příslušných potvrzení z okolních národních výborů a místního národního výboru vojenská správa pozastavila nakládání vagónů cukrem.
Klíč od skladu cukru, uložený na MNV, byl po ozbrojeném nátlaku sovětské armády jejím příslušníkům vydán. Dne 12. července vyhlásil okresní národní výbor zabavení veškerých zbylých zásob cukru pro veřejné zásobování. Protože se již poměry v té době zkonsolidovaly, byl zbytek cukru zachován pro potřeby obyvatelstva republiky. Novým ředitelem cukrovaru po osvobození byl jmenován Ing. Antonín Florián, který byl do Židlochovic přeložen z cukrovaru v Sokolnicích. Židlochovický cukrovar zůstal ze všech cukrovarů na jižní Moravě poměrně nejlépe zachován, a proto mu byla přidělena k zpracování i řepa původně určená pro cukrovar Sokolnice, část zásob z Břeclavi, a poněvadž byla poškozena lokální trať na Pohořelice, i část řepy z pohořelického rajónu. Kampaň byla zahájena 8. listopadu a skončila 4. prosince. Bylo zpracováno 244 652 q cukrové řepy. Surový cukr byl upravován v rafinériích v Hodoníně a Slavkově. K odvozu bylo použito celkem 253 drážních vagónů. Drahou bylo do závodu dodáno ke zpracování 745 vagónů cukrovky a odesláno 271 vagónů vyloužených řízků. Předzásobení vápencem bylo prováděno z lomů Hranice a Mikulov.
Roku 1945 byla v cukrovaru založena závodní organizace KSČ sdružující pět členů. Prvním předsedou byl zvolen František Svoboda, vrchní topič cukrovaru. V tomto roce byla rovněž založena závodní lidová milice řízená přímo OV KSČ Brno-venkov. Měla dvanáct členů, převážně mladých lidí.

### Poválečné období
I když provoz cukrovaru v prvním poválečném roce nebyl nějak jednoduchý, přece jen židlochovický cukrovar jako jeden z mála přispěl v osvobozeném Československu svou měrou k zásobování obyvatelstva.
V roce 1946 bylo zřízeno přímé spojení telefonem z cukrovaru v Židlochovicích do Brna. Rok 1947 se vyznačoval velmi suchým vegetačním obdobím, urodilo se jen asi 30 % plánovaného objemu cukrové řepy. Kampaň byla rovněž postižena nedostatkem vody, a tudíž nepracovaly závody v Hrušovanech nad Jevišovkou a cukrovar Slavkov. Sokolnice pracovaly jen s omezením. Část řepy určené těmto závodům zpracoval cukrovar v Židlochovicích. V roce 1948 dochází v rámci znárodňování také ke znárodnění cukrovaru Židlochovice. Vyhláškou ze dne 20. 10. 1948 určilo ministerstvo výživy nový název: Jihomoravské cukrovary, národní podnik Židlochovice.

### Znárodnění, Jihomoravské cukrovary n. p.
Od 1. července 1948 výnosem ministerstva výživy přešly budovy a pozemky židlochovické ekonomie z majetkové podstaty Československého státu, které byly doposud pouze pronajaty Akciové společnosti pro průmysl cukrovarnický v Hodoníně, pod nově vzniklé Jihomoravské cukrovary, n. p.. Současně bylo v židlochovickém cukrovaru požádáno o povolení ke stavbě skladiště řepy, kterému Okresní národní výbor Hustopeče výnosem ze dne 19. května 1948 vyhověl. V tomto roce se ředitelem cukrovaru stal Ing. Arnošt Vodica.
Jelikož se ve vegetačním období roku 1948 vyskytovalo stále více řepných škůdců, uskutečnila se akce k jejich vyhubení chemickými prostředky. Byly získávány vhodné postřikovací agregáty, které se zapůjčovaly pěstitelům i s obsluhou. Tuto práci prováděli brigádničtí zaměstnanci cukrovaru zdarma.
V tomto roce proběhla v Kroměříži výstava cukrovarnictví, které se zúčastnili i zaměstnanci židlochovického cukrovaru. Zde prezentovali veřejnosti zmenšený funkční model svého závodu.
Vymezení aktiv a pasiv bylo provedeno výměrem ministerstva výživy z 11. 1. 1949, tentýž výměr řešil otázku převodu majetku z majetkové podstaty znárodněného podniku, Rolnického akciového cukrovaru. V roce 1950 bylo nutno komín, poškozený bombardováním roku 1945, znovu opravit a vzhledem k novým podmínkám nadstavit. Tato nadstavba byla dokončena 18. 4. 1950.
Jihomoravské cukrovary, n. p. v Břeclavi, byl ustaven dnem 1. ledna 1951 jako základní cukrovarnický podnik a do něj byly začleněny cukrovary Břeclav, Hrušovany n/J., Židlochovice a Pohořelice.

### Cukrovar v Židlochovicích, n. p.
Výměrem ministerstva potravinářského průmyslu ze dne 8. ledna 1953 byla vyloučena z bývalých Jihomoravských cukrovarů, n. p. v Břeclavi, majetková podstata cukrovarů v Židlochovicích a v Pohořelicích. Byl zřízen národní podnik, který tvořily dvě jednotky, a to provozovna Židlochovice a provozovna Pohořelice. Název podniku byl změněn na Cukrovar v Židlochovicích, n. p., s provozovnami v Židlochovicích a v Pohořelicích.
Cukrovar Židlochovice měl své ředitelství v Židlochovicích. Kontrolním orgánem tohoto podniku se stal Východomoravský cukrovarnický trast se sídlem v Brně. Do něj byly dále začleněny závody: Břeclav, Hrušovany nad Jevišovkou, Slavkov, Sokolnice, Vyškov, Uherské Hradiště, Kelčany a Hodonín.
V závodě byla roku 1953 provedena rozsáhlá rekonstrukce, a proto kampaň začala až 14. října a trvala do 3. prosince. Závod měl v té době vlastní závodní stráž o šesti mužích. Stálých zaměstnanců bylo sto, v době kampaně 362.

### Brněnské cukrovary, n. p.
Dne 1. srpna 1954 byla vytvořena Krajská operativní skupina, která nahradila dosavadní Východomoravský cukrovarnický trast. Cukrovary Židlochovice a Pohořelice přešly tedy pod Krajskou operativní skupinu. Toto seskupení fungovalo až do roku 1957. Dne 9. dubna 1956 byl Ing. Vodica, ředitel cukrovaru, přeložen do Prahy, kde přijal místo na ministerstvu potravinářského průmyslu. Funkci ředitele v Židlochovicích převzal Vladimír Holub. Dnem 1. května 1957 byl zřízen po dohodě s ministerstvem financí národní podnik Brněnské cukrovary se sídlem v Brně. Cukrovar v Židlochovicích se stal jeho podřízeným závodem. Pod Brněnské cukrovary dále patřily provozovny v Sokolnicích, Slavkově, Vyškově, Břeclavi a Pohořelicích. Brněnské cukrovary existovaly do 30. dubna 1963. V roce 1957 byla v Židlochovicích zrušena malodráha kvůli drahé údržbě a nedostatku zaměstnanců. Od té doby se řepa svážela do cukrovaru jen nákladními auty.
V roce 1959 byl cukrovar přejmenován na Brněnské cukrovary, národní podnik v Brně, závod 07 v Židlochovicích. V tomto roce spolupracoval židlochovický cukrovar s cukrovarem Hohenau v Rakousku. Spolupráce však trvala jen jednu kampaň, protože hospodaření s kapitalistickým státem nebylo příliš vítáno.

### Jihomoravské cukrovary, n. p.
Dnem 1. dubna 1963 byly vytvořeny Jihomoravské cukrovary, n. p. se sídlem v Uherském Hradišti, sloučením Gottwaldovských, Brněnských a Středomoravských cukrovarů v jeden celek. Cukrovar v Židlochovicích byl do Jihomoravských cukrovarů, n. p., začleněn jako závod číslo 17. Do komplexu dále patřily cukrovary: Bedihošť, Břeclav, Čelechovice, Hodonín, Hrušovany nad Jevišovkou, Hulín, Kelčany, Kroměříž, Sokolnice, Němčice, Pohořelice, Slavkov, Uherské Hradiště, Vrbátky, Všetuly a Vyškov.

### Rekonstrukce v roce 1970
Židlochovický závod si v rámci podniku Jihomoravské cukrovary díky modernizaci a rekonstrukci provozu i dobrému vedení vedl velmi úspěšně a získával po několik let první místo v soutěži 17 závodů podniku. Ředitelem cukrovaru se stal Karel Pospíšil. V roce 1967 bylo v cukrovaru místo dosavadního suchého čeření zavedeno mokré čeření cukerních šťáv. Byla instalována nová mechanická difúze DdS dánské výroby a postavena nová. V roce 1970 byla provedena další rekonstrukce závodu. Mechanizací se dařilo snižovat stav pracovníků najímaných na kampaň. Cukrovar uzavřel družební smlouvu s maďarským cukrovarem Cukorgyar Petehaza. K 1. lednu 1981 vznikly Jihomoravské cukrovary Uherské Hradiště, koncernový podnik, se sídlem v Uherském Hradišti. Židlochovický cukrovar se stal jejich součástí. V roce 1983 byl židlochovický cukrovar plynofikován jako první v republice. V roce 1987 došlo k výměně strojního zařízení.

### Ukončení výroby po roce 1989
Od roku 1989 byl na trhu nadbytek cukru a cukrovar v Židlochovicích se stal ztrátovým. V roce 1990 proběhla poslední kampaň. V roce 1991 nastala neúroda cukrovky, snižoval se počet osevních ploch. Jelikož měl cukrovar v Hodoníně nedostatek řepy, podnikové ředitelství v Uherském Hradišti rozhodlo, že zastaví provoz židlochovického cukrovaru a řepu určenou pro něj převede právě do Hodonína. Režijní náklady na kampaň byly velmi velké, a pokud by hodonínský cukrovar nebyl spuštěn, ztráty by byly obrovské a celé Jihomoravské cukrovary by stály před krachem. Tím, že hodonínský cukrovar dostal řepu ze Židlochovic a Sokolnic, ztráta se podstatně snížila.